# Астрал. Ночной кошмар
«Астрал. Ночной кошмар» (индон. Malam Pencabut Nyawa, «Ночь живых мертвецов») — индонезийский фильм ужасов 2024 года, снятый режиссёром Сидхартом Татой по роману Рагила Дж. П. «Респати». Премьера фильма в кинотеатрах состоялась 22 мая 2024 года. В России фильм вышел 11 июля 2024 года.

## Сюжет
После гибели родителей студента Респати мучают кошмары, а сам он обнаруживает, что может проникать в чужие сны. Когда зло из сновидений начинает воздействовать на реальную жизнь и угрожать жизни девушки Респати, ему нужно научиться правильно действовать в этих снах, чтобы спасти её.

## В ролях
- Девано Данендра[индон.] — Респати
- Кеисья Левронка[индон.] — Вулан
- Мика Эрнан[индон.] — Тирта
- Фаджар Нугра[индон.] — Абдула
- Рату Фелиша[индон.] — Сукма
- Кики Нарендра[индон.] — доктор Лесмана Прамбуди
- Буди Рос — Сугиман
- Сри Исворовати — бабушка Мустика
- Мэйчелина Анис — Нинграм
- Эко Буди Антара — Дананг
- Айша Махарани — Аю
- Олив Нугрохо — Анак Байю
- Бриллиана Арифира — Джехан
- Кевин Абани — Йоно
- Джоанна Дья — Маянг

## Производство
В декабре 2023 года было объявлено, что компания BAZE Entertainment приобрела опцион на роман, а также был предоставлен список актёров и что премьера состоится в 2024 году.

## Показ
Фильм был выпущен в индонезийские кинотеатры 22 мая 2024 года. За время проката фильм посетило 400 414 зрителей. В России и странах СНГ фильм вышел в прокат 11 июля 2024 года, собрав 600 847 $. Во въетнамских кинотеатрах фильм вышел в прокат 9 августа 2024 года, собрав 116 268 долларов США.
Фильм был показан на различных кинофестивалях, таких как 28 Международный фестиваль фантастических фильмов в Пучхоне, где претендовал на премию Bucheon Choice, фестиваль фантастических фильмов 2024 года и 57-м кинофестивале в Ситжесе.

## Награды и номинации
Фильм был номинирован на такие награды как: 
- Премия международного фестиваля фантастических фильмов в Пучхоне — Респати
- Премия Индонезийскогo кинофестиваля — Эддберт Джошуа Ангга.